# Leonardo Candellone
Leonardo Candellone (Turín, 15 de septiembre de 1997) es un futbolista italiano. Juega de delantero y su club es la S. S. Juve Stabia de la Serie B de Italia.

## Trayectoria
Se formó en la cantera del Torino, club de su ciudad natal, con el que participó en la Liga Juvenil de la UEFA 2015-16. En julio de 2016, el club granata lo cedió al Gubbio de la Serie C (tercer nivel del fútbol italiano), donde jugó 37 partidos marcando 6 tantos.
En agosto de 2017, fue cedido a la Ternana, donde se produjo su debut en la Serie B (la categoría de plata de Italia). Con el club umbro totalizó 3 presencias, para luego ser cedido, en enero de 2018, al Südtirol de Bolzano, equipo de la Serie C, donde jugó 19 partidos y realizó 5 goles. Más prolíficas fueron las dos temporadas siguientes en las filas del Pordenone: con los friulanos totalizó 74 partidos y 17 goles.
En el septiembre de 2020 fichó por el Napoli, que lo cedió hasta 2021 a otro club de la familia De Laurentiis, el Bari de la Serie C. En el julio de 2021 volvió, en calidad de cedido, al Südtirol. En febrero de 2022, volvió al Pordenone.
En julio de 2023 fichó por la Juve Stabia de la Serie C.

## Clubes
| Club                       | País   | Año       |
| -------------------------- | ------ | --------- |
| A. S. Gubbio 1910 (cedido) | Italia | 2016-2017 |
| Ternana Calcio (cedido)    | Italia | 2017-2018 |
| F. C. Südtirol (cedido)    | Italia | 2018      |
| Pordenone Calcio (cedido)  | Italia | 2018-2020 |
| S. S. C. Bari (cedido)     | Italia | 2020-2021 |
| F. C. Südtirol (cedido)    | Italia | 2021-2022 |
| Pordenone Calcio (cedido)  | Italia | 2022-2023 |
| S. S. Juve Stabia          | Italia | 2023-act. |